# Ziegfeld Theatre (Kino)

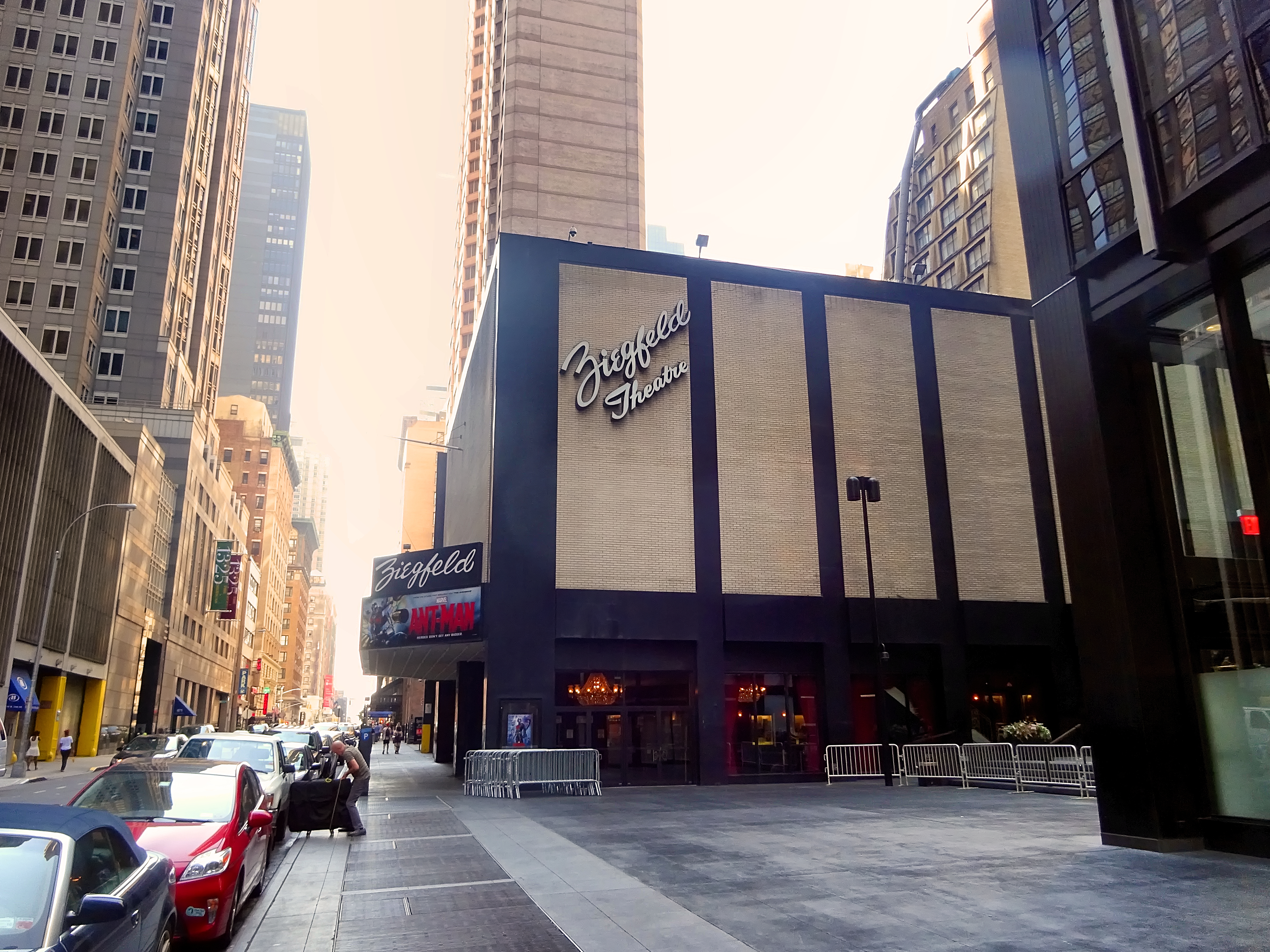
Ziegfeld Theatre (2015)

Das Ziegfeld Theatre war ein Kino in New York. Es wurde 1969 als klassischer Filmpalast erbaut, einer der letzten seiner Art in den USA, und war das letzte Filmtheater mit einem einzigen großen Kinosaal, das in Manhattan noch in Betrieb war. Es befand sich an der Adresse 141 West 54ste Straße, nur wenige hundert Meter von der Stelle entfernt, wo sich das 1966 abgerissene Broadway-Theater gleichen Namens befand.

## Geschichte
Das Kino hatte 1.131 Sitzplätze, von denen sich 306 auf dem Balkon im hinteren Bereich befinden. Äußerlich eher unscheinbar, war das Kino im Inneren prunkvoll mit roten Teppichen und Samt-Verkleidungen, Kristall-Lüstern und Goldverzierungen ausgestattet. Die Wände der Flure schmückten Fotos von Filmstars. Architekten waren Emery Roth & Sons, Designer war Irving Gershon. Die Innenarchitektur besorgte der Kinoausstatter John McNamara. In den späten 1990er Jahren wurde das Ziegfeld Theatre umfassend renoviert und nach der Jahrtausendwende digitalisiert. 2008 nutzte die Film Society of Lincoln Center den Kinopalast zur Veranstaltung des New York Film Festivals. Bis zu seiner Schließung fanden im Ziegfeld Theatre Welturaufführungen mit internationalen Pressempfängen statt, so im Dezember 2008 von Der Vorleser mit Kate Winslet, David Kross und Ralph Fiennes. Ab 2010 gehörte das Ziegfeld Theatre zur New Yorker Kino-Kette Clearview Cinemas, einer Tochter des Medienunternehmens Cablevision.
Am 20. Januar 2016 wurde die Schließung verkündet, und bereits acht Tage später schloss das Kino. Der letzte Film der gezeigt wurde, war Star Wars: Das Erwachen der Macht. Heute wird das Gebäude unter dem Namen Ziegfeld Ballroom als Veranstaltungsort genutzt.